# A Blaze in the Northern Sky
A Blaze in the Northern Sky es el segundo álbum de estudio de la banda noruega de black metal, Darkthrone. Fue publicado en febrero de 1992 y contiene las primeras grabaciones de black metal de la banda. El álbum tiene mala calidad de grabación y está dedicado a Euronymous de Mayhem.

## Grabación y publicación
Debido al cambio repentino de Darkthrone del death metal al black metal, Peaceville Records se mostró reacio a publicar el álbum en su forma original. La banda amenazó entonces en publicar el álbum con Deathlike Silence Productions, sello discográfico de Øystein "Euronymous" Aarseth. Sin embargo, Peaceville acordó finalmente la publicación del álbum tal como fue grabado. 
Después de grabar las pistas del bajo, Dag Nilsen dejó Darkthrone. La persona que aparece en la portada es Ivar Enger (Zephyrous), el guitarrista.
El álbum fue remasterizado y relanzado por Peaceville en 2003. También incluye la segunda parte de la entrevista a Fenriz y Nocturno Culto.

## Lista de canciones
1. "Kathaarian Life Code" – 10:39
2. "In the Shadow of the Horns" – 7:02
3. "Paragon Belial" – 5:25
4. "Where Cold Winds Blow" – 7:26
5. "A Blaze in the Northern Sky" – 4:58
6. "The Pagan Winter" – 6:35

## Créditos
- Nocturno Culto – guitarra líder, voz
- Zephyrous – guitarra rítmica
- Dag Nilsen – bajo (músico de sesión)
- Fenriz – batería, coros